# Andreas Widhölzl
Andreas Widhölzl (Sankt Johann in Tirol, 14 ottobre 1976) è un ex saltatore con gli sci austriaco.

## Biografia

### Stagioni 1993-2000
Soprannominato "Swider", esordì in Coppa del Mondo il 3 gennaio 1993 a Innsbruck (24°). Nello stesso anno, ai Mondiali juniores di Harrachov, vinse due medaglie d'argento nelle gare dal trampolino normale, individuale e a squadre.
Ottenne il primo podio in Coppa del Mondo il 28 gennaio 1995 nella gara a squadre di Lahti (2°) e la prima vittoria il 15 marzo 1996 a Oslo, in una gara a squadre; a livello individuale la prima vittoria di Widhölzl risale al 9 marzo 1997, ancora a Lahti. L'anno successivo ai XVIII Giochi olimpici invernali di Nagano 1998, vinse due medaglie di bronzo, nella gara individuale dal trampolino normale e nella gara a squadre; dal trampolino lungo fu quarto.
La sua miglior stagione in Coppa fu quella 1999-2000, durante la quale Widhölzl si aggiudicò il Torneo dei quattro trampolini, vinse l'argento ai Mondiali di volo di Vikersund e si piazzò al secondo posto nella classifica generale di Coppa del Mondo.

### Stagioni 2001-2008
Prese parte ai XIX Giochi olimpici invernali di Salt Lake City 2002 (24° nel trampolino normale, 21° nel trampolino lungo, 4° nella gara a squadre) e ai Mondiali del 2005 fu uno dei quattro componenti del quartetto che vinse due ori per l'Austria nelle gare a squadre, dal trampolino HS100 e dal trampolino HS137. Nello stesso anno stabilì il nuovo record del trampolino di Holmenkollen a Oslo con 134 metri. Alcuni giorni dopo, sul trampolino di volo Letalnica di Planica raggiunse i 234,5 metri, ma la caduta all'arrivo pregiudicò l'omologazione della misura come nuovo record del mondo.
Ai Mondiali di volo del 2006, sua ultima partecipazione iridata, sul trampolino Kulm di Tauplitz vinse l'argento nella gara individuale. Ai XX Giochi olimpici invernali di Torino 2006 divenne campione olimpico nella competizione a squadre; nel trampolino normale fu 17°, nel trampolino lungo 21°.
Smise di competere ai massimi livelli al termine della stagione 2007; continuò a gareggiare in Coppa Continentale ancora un anno, fino al definitivo ritiro del febbraio 2008.

## Palmarès

### Olimpiadi
- 3 medaglie:
  - 1 oro (gara a squadre a Torino 2006)
  - 2 bronzi (trampolino normale, gara a squadre a Nagano 1998)

### Mondiali
- 3 medaglie:
  - 2 ori (gara a squadre dal trampolino normale, gara a squadre dal trampolino lungo a oberstdorf 2005)
  - 1 bronzo (gara a squadre a Ramsau am Dachstein 1999)

### Mondiali di volo
- 3 medaglie:
  - 2 argenti (individuale a Vikersund 2000; individuale a Tauplitz 2006)
  - 1 bronzo (gara a squadre a Planica 2004)

### Mondiali juniores
- 3 medaglie:
  - 2 argenti (trampolino normale, gara a squadre a Harrachov 1993)
  - 1 bronzo (gara a squadre a Breitenwang 1994)

### Coppa del Mondo
- Miglior piazzamento in classifica generale: 2º nel 2000
- 68 podi (49 individuali, 19 a squadre):
  - 24 vittorie (18 individuali, 6 a squadre)
  - 25 secondi posti (17 individuali, 8 a squadre)
  - 19 terzi posti (14 individuali, 5 a squadre)

#### Coppa del Mondo - vittorie
| Data             | Località               | Nazione   | Trampolino                                                                               |
| ---------------- | ---------------------- | --------- | ---------------------------------------------------------------------------------------- |
| 15 marzo 1996    | Oslo                   | Norvegia  | Holmenkollen K110 (con Martin Höllwarth, Reinhard Schwarzenberger e Andreas Goldberger)  |
| 9 marzo 1997     | Lahti                  | Finlandia | Salpausselkä K114                                                                        |
| 20 dicembre 1997 | Engelberg              | Svizzera  | Gross-Titlis-Schanze K120                                                                |
| 5 febbraio 1998  | Sapporo                | Giappone  | Ōkurayama K120                                                                           |
| 28 febbraio 1998 | Vikersund              | Norvegia  | Vikersundbakken K175                                                                     |
| 4 marzo 1998     | Lahti                  | Finlandia | Puijo K120                                                                               |
| 12 dicembre 1998 | Oberhof                | Germania  | Hans Renner K120                                                                         |
| 6 gennaio 1999   | Bischofshofen          | Austria   | Paul Ausserleitner K120                                                                  |
| 4 dicembre 1999  | Predazzo               | Italia    | Giuseppe Dal Ben K120                                                                    |
| 5 dicembre 1999  | Predazzo               | Italia    | Giuseppe Dal Ben K120                                                                    |
| 1º gennaio 2000  | Garmisch-Partenkirchen | Germania  | Große Olympiaschanze K115                                                                |
| 3 gennaio 2000   | Innsbruck              | Austria   | Bergisel K110                                                                            |
| 6 gennaio 2000   | Bischofshofen          | Austria   | Paul Ausserleitner K120                                                                  |
| 5 febbraio 2000  | Willingen              | Germania  | Mühlenkopf K120                                                                          |
| 6 febbraio 2000  | Willingen              | Germania  | Mühlenkopf K120                                                                          |
| 13 gennaio 2002  | Willingen              | Germania  | Mühlenkopf K130 (con Martin Höllwarth, Andreas Goldberger e Stefan Horngacher)           |
| 24 gennaio 2002  | Hakuba                 | Giappone  | Hakuba K120                                                                              |
| 26 gennaio 2002  | Sapporo                | Giappone  | Ōkurayama K120                                                                           |
| 27 gennaio 2002  | Sapporo                | Giappone  | Ōkurayama K120 (con Stefan Horngacher, Wolfgang Loitzl e Martin Koch)                    |
| 30 novembre 2002 | Kuusamo                | Finlandia | Rukatunturi K120                                                                         |
| 8 marzo 2003     | Oslo                   | Norvegia  | Holmenkollen K115 (con Florian Liegl, Thomas Morgenstern e Christian Nagiller)           |
| 15 gennaio 2005  | Tauplitz               | Austria   | Kulm HS200                                                                               |
| 12 febbraio 2005 | Pragelato              | Italia    | Stadio del Trampolino HS140 (con Wolfgang Loitzl, Thomas Morgenstern e Martin Höllwarth) |
| 4 marzo 2006     | Lahti                  | Finlandia | Salpausselkä HS130 (con Andreas Kofler, Thomas Morgenstern e Martin Koch)                |

#### Torneo dei quattro trampolini
- Vincitore del Torneo dei quattro trampolini nel 2000
- 7 podi di tappa[4]:
  - 4 vittorie
  - 1 secondo posto
  - 2 terzi posti

#### Nordic Tournament
- 3 podi di tappa[4]:
  - 1 vittoria
  - 2 secondi posti

#### Summer Grand Prix
- Vincitore della classifica generale nel 2002

### Campionati austriaci
- 12 medaglie[5]:
  - 7 ori (K80, K120 nel 1998; K120 nel 1999; K90 nel 2000; K90, K105 nel 2002; K90 nel 2003)
  - 4 argenti (K90, K104 nel 1997; K105 nel 2001; LH HS140 nel 2007)
  - 1 bronzo (K125 nel 2005)